# Gatto e topo in società
Gatto e topo in società o Il gatto fa società col topo (in tedesco Katze und Maus in Gesellschaft) è una fiaba tradizionale europea, nota soprattutto nella versione pubblicata dai fratelli Grimm.

## Trama
Un gatto ed un topo decisero di vivere assieme, occupandosi della propria casa. Giunto l'inverno, ebbero cura di comperare un pentolino di lardo e lo nascosero sotto l'altare della chiesa, promettendo di dividerlo equamente quando si fosse presentata la necessità. Tuttavia, un giorno il gatto ebbe l'uzzolo di mangiar lardo, quindi disse al topo che, essendo nato il figlio della cugina, era richiesto come padrino in chiesa, e dunque gli domandò il permesso di andarsene. Il topo, in buona fede, glielo concesse; ma il gatto, che non aveva cugine né nipoti, si diresse in chiesa e leccò la spessa pellicola del lardo. Tornato a casa, quando il topo gli domandò come fosse stato battezzato il piccolo, il gatto affermò che si chiamasse "Pellepappata".
Tempo dopo, quando il gatto ebbe nuovamente desiderio di lardo, raccontò al topo d'essere nuovamente chiamato dalla cugina in qualità di padrino del secondogenito. Il topo non ebbe nemmeno questa volta nulla da obiettare, e quindi concesse nuovamente al gatto di lasciare la casa per andare in chiesa. Ed il gatto, appena giunto sotto l'altare, mangiò metà del lardo contenuto nel pentolino, e, quando fece ritorno a casa, disse al topo che il secondo nipote si chiamava "Mezzopappato".
E quando, per la terza volta, il gatto fu chiamato ad occupare la propria veste di padrino, non c'è da stupirsi che il nuovo nipote fosse stato battezzato come "Tuttopappato"!
Ma quanto il topo ebbe voglia di lardo, disse al gatto di dirigersi con lui in chiesa e, quando rinvennero il pentolino vuoto, capì immediatamente cosa significassero "Pellepappata", "Mezzopappato" e "Tuttopappato"! E mentre dava sfogo al proprio sdegno, il gatto gli disse di tacere se gli era cara la propria vita. Il povero topo, proprio in quel momento, si lasciò sfuggire "Tuttopappato", ed il gatto lo inghiottì in un baleno.

## Classificazione
- KHM 001
- Schema di classificazione Aarne-Thompson:: AT 0015 - Stealing the Partner's Butter